# Lockarp
Lockarp is een plaats in de gemeente Malmö in het landschap Skåne en de provincie Skåne län. De plaats heeft 58 inwoners (2005) en een oppervlakte van 13 hectare. De plaats is ook onderdeel van het stadsdeel Oxie een van de 10 stadsdelen waarin de gemeente Malmö is opgedeeld.

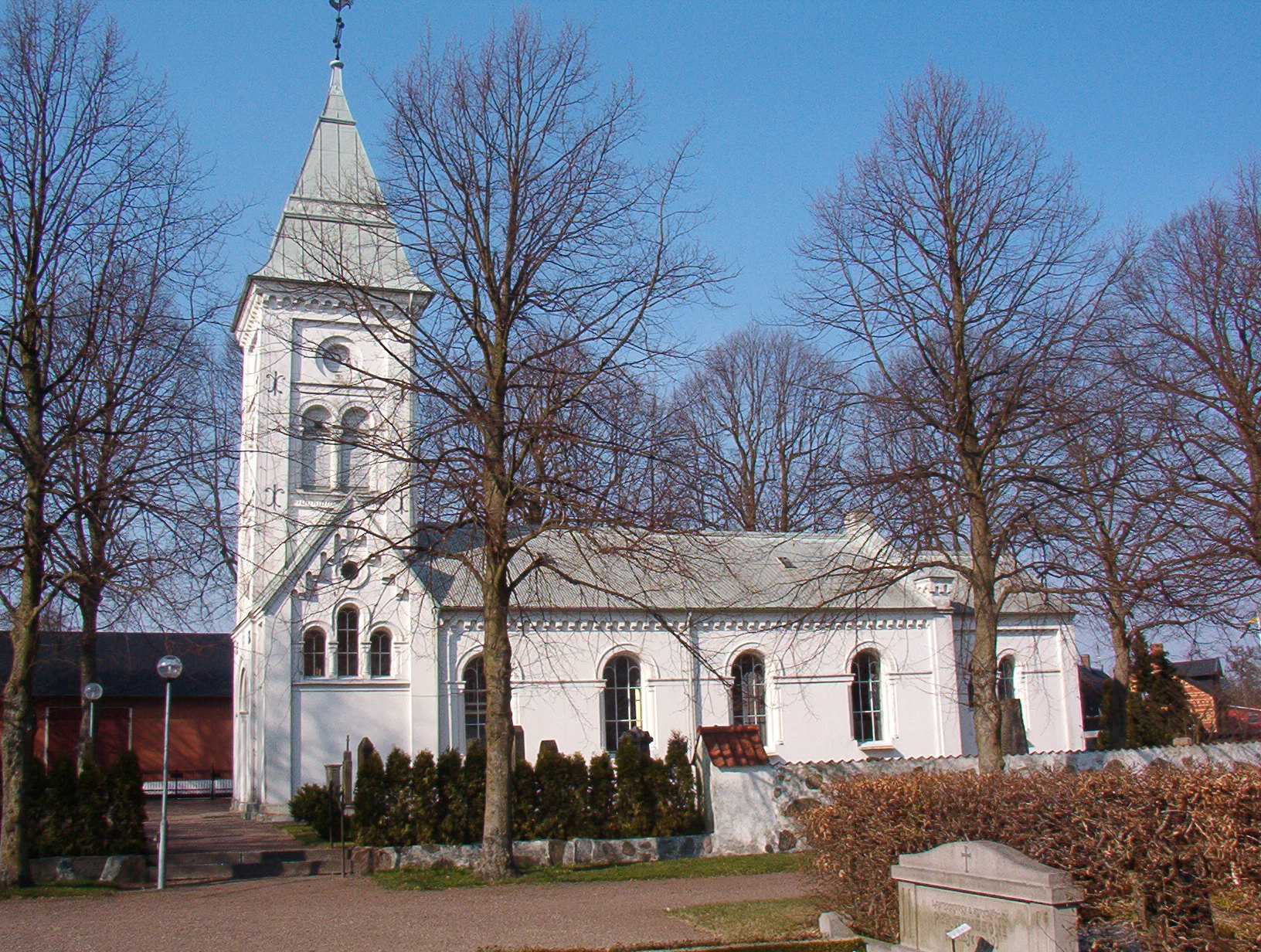
De kerk Lockarps kyrka in het dorp